# Taça de Moçambique de Futebol
A Taça de Moçambique de futebol, cuja primeira época teve lugar em 1978, é a segunda maior prova do calendário futebolístico moçambicano, depois do Campeonato moçambicano de futebol.
É organizada pela Federação Moçambicana de Futebol, e nas épocas de 2006 e 2007 teve a a denominação Taça de Moçambique/mCel.
A competição não teve lugar em 2020 e 2021 devido à pandemia do Covid-19, tendo a competição sido reatada em 2022. Em Novembro de 2022 a Federação Moçambicana de Futebol assinou um acordo de patrocínio com a empresa de telecomunicações ZAP válido até ao final de 2024 e levou à mudança da denominação da competição para Taça de Moçambique ZAP.